# ビルハナ
ビルハナは、11世紀のカシミール出身の詩人。
バラモンの家系に生まれ、カシミールで学んだのちに各地を見聞し、著名な文人として活動する。カリヤーニに着いてからは、後期チャールキヤ朝のヴィクラマーディティヤ6世に厚遇された。宮廷に仕えつつ、チャールキヤ朝の王が登場する戯曲『カルナスンダリー』や、ヴィクラマーディティヤ6世の治世を讃えた詩史『ヴィクラマーンカ・デーヴァ・チャリタ』を書いた。宮廷に仕えることをやめてからの晩年は明らかになっていない。
ビルハナの最も有名な作品に、恋愛詩集 『チャウラ・パンチャーシカ』( Caurapâñcâśikâ )がある。直訳では、「盗賊の50の(詩)」という題名となる。すべての詩節が「今もなお」という語で始まり、ある女性との過去の恋愛や情事を描いている。この詩集の成立についての伝説では、ビルハナがとある王女と恋愛をし、国王によって交際を禁じられた体験をもとに詠んだとされる。『チャウラ・パンチャーシカ』の内容は伝本によって異なり、ビルハナの伝説も地方により固有名詞や展開が異なるが、ともに後世に伝えられ、王女の悲しみを述べた返歌も作られた。

## 日本語訳著作
- 上村勝彦訳著『インドの詩人―バルトリハリとビルハナ』春秋社、1982年
  - 新装版『夢幻の愛　インド詩集』、1998年 - 『チャウラ・パンチャーシカ』の翻訳を収録